# Bondtolva
Bondtolva, även kallat tolva, mariage, marjas eller matador, är ett kortspel som sannolikt är av tyskt ursprung, men ändå räknas till de klassiska svenska kortspelen. Spelet har åtskilliga nära släktingar i andra länder. 
Bondtolva spelas med en vanlig kortlek som har reducerats till 24 kort (utan tvåor till åttor) eller 36 kort (utan tvåor till femmor). Rangordningen är ess-tio-kung-dam-knekt-nio-(åtta-sju-sex). Bondtolva är i första hand ett spel för två deltagare, men kan även spelas av tre, fyra eller sex personer.
Spelet går ut på att få poäng, vilket man får för vinsten (flest värdekort i de hemtagna sticken, värt 1 poäng), för vunnet sista stick (1 poäng) samt för trumf och tjog (2 respektive 1 poäng). Poängen för flest värdekort går i första hand till den som tagit flest matadorer (ess och tior). 
Trumf, liksom tjog, är en kombination av kung och dam i samma färg på handen. Första gången en spelare anmäler ett sådant par räknas det som trumf, och andra gången och följande gånger som tjog. Trumfparet bestämmer också trumffärgen. Det förekommer flera andra regionala namn för tjog, till exempel viv, mäl och snes.
Vid spel på två med 24 kort får spelarna sex kort var, medan resten av korten bildar en talong från vilken man kompletterar sin hand efter varje spelat stick. Så länge det finns kort kvar i talongen behöver man inte följa färg. När talongen är slut måste man följa färg och om möjligt lägga ett högre kort eller ett kort i trumffärgen. 
Spelet fortgår vanligtvis tills en av spelarna nått 12 poäng.